# Maderismo
El maderismo fue el primero de los movimientos que conformaron la Revolución mexicana. Fue dirigido por el empresario y político Francisco I. Madero entre 1909 y 1910. Su objetivo principal era lograr la regeneración democrática del país México a través del sufragio efectivo, no reelección de los funcionarios públicos. Estas ideas fueron plasmadas por Madero en su libro La sucesión presidencial en 1910, que levantó ámpula entre la clase política mexicana e incluso permitió que Madero se entrevistara con el presidente Porfirio Díaz.
Madero se presentó como candidato presidencial en ese momento por parte del Partido Nacional Antirreeleccionista en 1910 contra Porfirio Díaz, aunque poco antes de las elecciones, Díaz lo encarceló y las elecciones fueron ganadas por el General Díaz. Cuando Francisco I. Madero estuvo encarcelado creó el Plan de San Luis para el derrocamiento y desconocimiento de Díaz como presidente del país; el manifiesto fue fechado el 5 de octubre en San Luis Potosí y como consecuencia, se levantaría la revuelta contra Díaz el 20 de noviembre de 1910, que se extendería a toda la nación. 
El maderismo fue el primero de los movimientos que conformaron la Revolución mexicana. Fue dirigido por el empresario y político Francisco I. Madero entre 1909 y 1910. Su objetivo principal era lograr la regeneración democrática de México a través del sufragio efectivo, no reelección de los funcionarios públicos.
Los maderistas fueron la fracción revolucionaria y partidaria a algunos ideales del Partido Liberal Mexicano, y en sí, a las ideas reformadoras moderadas por Francisco I. Madero. Al principio de la Revolución, la mayoría de los revolucionarios estaban a favor de esta ideología no tan anarquista, como la de Ricardo Flores Magón. Los pelemistas con su evolución ideológica anarcocomunismo fueron derrotados a traición en Tijuana, por lo que se refugiaron en Estados Unidos para seguir su lucha, que pronto se extinguió al no unirse con los ideales políticos maderistas que eran mayoría. Los maderistas lograron la presidencia con la Toma de Ciudad Juárez al mando de Pascual Orozco y con los Tratados de Ciudad Juárez. Ulteriormente, el presidente Díaz se vería obligado a dimitir el 25 de mayo de 1911, con lo que terminaría  el movimiento armado dirigido por Madero y comenzaría el gobierno interino del presidente Francisco León de la Barra.
Francisco I. Madero y los maderistas llegarían al poder el 6 de noviembre de 1911. Sin embargo, su gobierno finalizaría el 19 de febrero de 1913, tras un golpe de Estado, llamado la Decena Trágica, el as vicepresidente José María Pino Suárez y la oposición de rebeldes como Emiliano Zapata y Pascual Orozco. Con esto, los maderistas se disolverían y formarían un frente constitucionalista en contra del militar Victoriano Huerta que, posteriormente, con su caída, se convertiría en una lucha entre ideales socialistas (villistas y zapatistas) y capitalistas (obregoncistas y carrancistas).